# Покровка (Вікуловський район)
Покро́вка (рос. Покровка) — село у складі Вікуловського району Тюменської області, Росія.
Населення — 11 осіб (2010, 7 у 2002).
Національний склад станом на 2002 рік:
- росіяни — 86 %